# Timocharis von Alexandria
Timocharis von Alexandria (* um 320 v. Chr.; † 260 v. Chr.) war ein griechischer Astronom und Philosoph, wahrscheinlich geboren in Alexandria. Er war ein Zeitgenosse von Euklid. Der Mondkrater Timocharis wurde nach ihm benannt.
Ungefähr 300 v. Chr. erstellte er den ersten Sternkatalog. Über 150 Jahre später verglich Hipparchos seinen eigenen Sternenkatalog mit dem von Timocharis und entdeckte, dass die Geographische Länge der Sterne sich über die Zeit verändert hatte, was ihn zur Bestimmung des ersten Wertes der Präzession der Äquinoktien führte.
Als erster bekannter Astronom machte er Aufzeichnungen über die Beobachtung des Merkur. Außerdem liegen von ihm in Verbindung mit dem Kallippischen Zyklus vier protokollierte astronomische Ereignisse vor, die er sowohl in den attischen als auch im altägyptischen Kalender präzise datierte.